# اولینگن-بیرکندورف
اوهلینگن-بیرکندورف (به آلمانی: Ühlingen-Birkendorf) یک شهر در آلمان است که در Waldshut واقع شده‌است. اوهلینگن-بیرکندورف ۵٬۱۷۵ نفر جمعیت دارد.